# Cyrillaceae
Cyrillaceae este o mică familie de plante cu flori din ordinul Ericales, speciile fiind native regiunile temperate reci și tropicale din Americi. Familia cuprinde două genuri, Cliftonia și Cyrilla.